# Gabriela
Gabriela je ženské křestní jméno, ženská forma jména Gabriel. Podle českého kalendáře má svátek 8. března.
Biblické jméno Gabriel má původ v hebrejských slovech gabri él, které znamenají „boží muž“ anebo "Bůh je silný".

## Statistické údaje
Následující tabulka uvádí četnost jména v ČR a pořadí mezi ženskými jmény ve srovnání dvou roků, pro které jsou dostupné údaje MV ČR – lze z ní tedy vysledovat trend v užívání tohoto jména:
| Rok       | Četnost    | Pořadí   |
| 1999      | 26 368     | 53.      |
| 2002      | 26 783     | 52.      |
| Porovnání | o 415 více | o 1 lépe |
| 2006      | 28 234     | 52.      |

Změna procentního zastoupení tohoto jména mezi žijícími ženami v ČR (tj. procentní změna se započítáním celkového úbytku žen v ČR za sledované tři roky 1999-2002) je +2,4%.

## Domácké tvary
Gabi, Gábina, Gábinka, Gabča, Gabrielka, Gaba, Gabka,  Gabuš, Gabriel, Gaby, Gabunka

## Známé nositelky jména
- Gabriela Al Dhábba – česká zpěvačka
- Gabriela Beňačková – slovenská operní pěvkyně
- Gabriela Demeterová – česká houslistka a violistka
- Gabriela Fárová – česká fotografka
- Gabriela Gunčíková – česká zpěvačka
- Gabriela Jílková – česká cimbalistka
- Marie Gabriela Lažanská z Bukové
- Gabriela Mistralová – chilská básnířka
- Gabriela Osvaldová – česká herečka a textařka
- Gabriela Preissová – česká spisovatelka
- Gabriela Sabatiniová – argentinská tenistka
- Gabriela Soukalová – česká sportovkyně – biatlonistka
- Gabriela Vránová – česká herečka
- Gabriela Wilhelmová – česká herečka

## Film a fikce
- Gabriela (film) – český film z roku 1941
- Gabriela (Letopisy Narnie) – fiktivní postava z knižní série Letopisy Narnie